# Театральная библиотека (журнал, 1912)
«Театральная библиотека» — русский двухнедельный литературно-художественный театральный журнал, издававшийся в Москве в 1912 году. Первый номер датируется 1 сентября 1912 года. Было издано всего четыре номера — № 1 (1-IX) — № 4 (1-XI). Редактор-издатель М. И. Булах.

## Описание
26—31 см., 32—80 стб.